# Scybalistodes
Scybalistodes és un gènere d'arnes de la família Crambidae descrit per Eugene G. Munroe el 1964.

## Taxonomia
- Scybalistodes fortis
- Scybalistodes illosalis (Dyar, 1914)
- Scybalistodes periculosalis Dyar, 1908
- Scybalistodes prusalis (Druce, 1895)
- Scybalistodes reducta
- Scybalistodes regularis
- Scybalistodes rivuloides
- Scybalistodes vermiculalis
- Scybalistodes violetalis